# برنامج شاتل-مير

شعار برنامج شاتل-مير

برنامج شاتل-مير (بالإنجليزية: Shuttle–Mir Program) و(الروسية: Мир — Шаттл) برنامج فضائي مشترك بين الولايات المتحدة وروسيا، نفذ بين وكالة الفضاء الروسية الفدرالية وناسا، للاستفادة من التجربة الروسية مع الرحلات الفضائية الطويلة الأمد وتعزيز التعاون بين البلدين، وإجراء عدد من البحوث والدراسات الفضائية بالاستعانة بمحطة الفضاء مير، أعلن عن البرنامج سنة 1993 وكانت أولى مهمات البرنامج المشتركة هي رحلة الفضاء إس تي إس-60 سنة 1994، وقد تضمن البرنامج عدة مشاريع من بينها مشروع أبولو-سويوز التجريبي من خلال مركبة سويوز، ساهم المشروع في تعزيز مشاريع الفضاء الدولية، وكذلك في إنشاء محطة الفضاء الدولية، بلغ عدد الرحلات التي نفذت خلال البرنامج إثنى عشر رحلة آخرها سنة 1998.
خلال البرنامج الممتد لأربع سنوات، حققت الدولتان العديد من الإنجازات الأولى من نوعها في رحلات الفضاء، بما في ذلك أول رائد فضاءٍ أمريكي يُسافر إلى الفضاء على متن مركبة سويوز الفضائية الروسية، وأكبر مركبة فضائية جرى تجميعها في التاريخ في ذلك الوقت، وأول عملية سيرٍ في الفضاء الأمريكية تستخدم بدلة أورلان الفضائية الروسية.
احيط البرنامج بالعديد من المخاوف، لا سيما في ما يتعلق بسلامة محطة مير جرّاء تعرضها لتصادمٍ وحريق، والمسائل المالية الخاصة ببرنامج الفضاء الروسي الذي كان يعاني من ضائقةٍ مالية، وقلق رواد الفضاء بخصوص سلوك مديري البرنامج. ومع ذلك، اكتُسب قدرٌ كبيرٌ من العلوم والخِبرات في بناء محطات الفضاء والعمل في مشروع فضاءٍ تعاوني من العمليات المشتركة بين الدولتين، ما سمح بالمضي قدمًا في بناء محطة الفضاء الدولية بسلاسةٍ أفضل بكثير ما لم يجري هذا التعاون.

## خلفية تاريخية
تعود أصول برنامج شاتل-مير إلى مشروع أبولو-سويوز التجريبي عام 1975، والذي نتج عنه مهمة مشتركة بين الولايات المتحدة والاتحاد السوفيتي خلال فترة الانفراج الدولي للحرب الباردة بين الدولتين والالتحام بين مركبة أبولو الأمريكية ومركبة سويوز السوفيتية. أعقب ذلك محادثاتٌ بين ناسا وإنتركوسموس في سبعينات القرن الماضي حول برنامج شاتل-ساليوت لإرسال المكوك الفضائي إلى محطة ساليوت الفضائية، مع إجراء محادثاتٍ لاحقة في ثمانينات القرن الماضي اقترحت إجراء إطلاق المكوكات السوفيتية المستقبلية ضمن برنامج بوران إلى محطة فضائية أمريكية مستقبلية – على الرغم من ذلك، لم يرّ برنامج شاتل-ساليوت النور أبدًا خلال برنامج إنتركوسموس السوفيتي.
تغير هذا بعد تفكك الاتحاد السوفيتي: إذ أدت نهاية الحرب الباردة وسباق الفضاء إلى انخفاضٍ كبير في تمويل بناء محطة فضاء أمريكية (اُطلق عليها اسم فريدوم في البداية)، والتي خُطط لها منذ أوائل ثمانينات القرن الماضي. عانت دولٌ أخرى من صعوبات مماثلة في ميزانية مشاريع محطات الفضاء الخاصة بها، ما دفع المسؤولين الحكوميين الأمريكيين إلى بدء مفاوضاتٍ مع الشركاء في أوروبا وروسيا واليابان وكندا في أوائل تسعينات القرن الماضي لبدء مشروع محطة فضاء تعاونية متعددة الجنسيات. في الاتحاد الروسي، الذي اعتُبر خليفة معظم مناطق الاتحاد السوفيتي وبرنامجه الفضائي، أدى الوضع الاقتصادي المتدهور بعد تفكك الاتحاد السوفيتي إلى مشاكل مالية متزايدة لبرنامج محطة الفضاء الروسية في ذلك الوقت. أصبحت فكرة بناء المحطة الفضائية مير-2 كبديلةٍ لمحطة مير القديمة فكرةً بعيدة المنال، على الرغم من بناء قاعدة الأساس دوس-8 الخاصة بها. أدت هذه التطورات إلى جمع الخصوم السابقين بالإضافة لبرنامج شاتل-مير، الذي مهّد الطريق أمام بناء محطة الفضاء الدولية، وهو مشروعٌ مُشترك بين العديد من الشركاء الدوليين.
في يونيو 1992، وافق الرئيس الأمريكي جورج أتش. دبليو. بوش والرئيس الروسي بوريس يلتسين على التعاون في استكشاف الفضاء من خلال توقيع الاتفاق بين الولايات المتحدة الأمريكية والاتحاد الروسي للتعاون في استكشاف واستخدام الفضاء الخارجي للأغراض السلمية. دعت هذه الاتفاقية إلى إقامة مشروعٍ فضائي قصير الأمد مشتركٍ بين الدولتين، سيجري خلاله إرسال رائد فضاءٍ أمريكي إلى محطة الفضاء الروسية مير وصعود رائدي فضاءٍ روسيين على متن مكوك الفضاء.
في سبتمبر 1993، أعلن نائب الرئيس الأمريكي آل جور غونيور ورئيس الوزراء الروسي فيكتور تشيرنومردين عن خططٍ لبناء محطة فضاءٍ جديدة، والتي أصبحت في نهاية المطاف محطة الفضاء الدولية. واتفقا أيضًا، استعدادًا لهذا المشروع الجديد، على انخراط الولايات المتحدة بدرجةٍ كبيرة في مشروع مير في السنوات المقبلة، وهو مشروعٌ حمل الاسم الرمزي «المرحلة الأولى» (شكلت عملية بناء محطة الفضاء الدولية «المرحلة الثانية»).
كانت أول رحلة لمكوك الفضاء إلى محطة مير هي مهمة التقاءٍ بين المركبتين دون التحامهما في مهمة أس تي أس-63. تبع ذلك ما مجموعه 9 مهماتٍ التحم فيها المكوك مع محطة مير، ابتداءً من مهمة أس تي أس-71 حتى مهمة أس تي أس-91. قام المكوك بمداورة الطواقم وتوصيل الإمدادات، وفي إحدى المهام، أس تي أس-74، أرسل المكوك وحدة التحام ورسو، وزوجًا من المصفوفات الشمسية إلى محطة مير. كما أُجريت العديد من التجارب العلمية المختلفة، سواء على متن الرحلات المكوكية أو على متن المحطة على المدى الطويل. شهد المشروع أيضًا إطلاق وحدتين جديدتين، سبكتر وبريرودا، إلى محطة مير، التي استخدمها رواد الفضاء الأمريكيون كمساكن للإقامة ومختبراتٍ لإجراء أغلب تجاربهم العلمية على متن المحطة. سمحت هذه المهمات لناسا وروسكوسموس بتعلم الكثير حول أفضل السبل للعمل مع الشركاء الدوليين في الفضاء وكيفية تقليل المخاطر المُرتبطة بتجميع محطة فضائية كبيرة في المدار حول الأرض، كما كان مطلوباً لبناء محطة الفضاء الدولية.
كان المشروع أيضًا بمثابة خدعةٍ سياسية من جانب الحكومة الأمريكية، إذ شكّل قناةً دبلوماسية لناسا للمشاركة في تمويل برنامج الفضاء الروسي المُعاني بشدةٍ من نقص التمويل. سمح هذا بدوره للحكومة الروسية الجديدة بالحفاظ على محطة مير قيد التشغيل، بالإضافة إلى برنامج الفضاء الروسي بأكمله، ما يضمن بقاء الحكومة الروسية (واستمرارها في ذلك) صديقةً للولايات المتحدة.

### الزيادات
بالإضافة إلى رحلات المكوك إلى مير، تضمنت المرحلة الأولى أيضًا سبعة «زيادات» على متن المحطة، أي رحلاتٍ طويلة الأمد لرواد فضاءٍ أمريكيين على متن مير. نُقل رواد الفضاء السبعة الذين شاركوا في الزيادات، وهم نورمان ثاجارد وشانون لوسيد وجون بلاها وجيري لينينجر ومايكل فولي وديفيد وولف وأندرو توماس، إلى منطقة ستار سيتي، في روسيا، لتلقي التدريب حول جوانب مختلفة من تشغيل مير ومركبة سويوز الفضائية المستخدمة لنقل الرواد من وإلى المحطة. تلقى رواد الفضاء أيضًا تدريباتٍ على بالسير في الفضاء خارج مير ودروسًا في اللغة الروسية، التي استُخدمت طوال مهامهم للتحدث مع رواد الفضاء الآخرين على متن المحطة ومع فريق التحكم بالمهمة في روسيا، المُسمى تسوب.
خلال مهماتهم على متن مير، قام رواد الفضاء الأمريكيون بتجارب علمية مختلفة، شملت نمو المحاصيل والبلّورات، والتقطوا مئات الصور للأرض وهي تدور بهدوء أسفلهم. كما ساعدوا في صيانة وإصلاح المحطة الطاعنة في السن، في أعقاب تعرضها لحوادث مختلفة من حرائق واصطدامات وفقدان في الطاقة ودوران خارج السيطرة وتسريباتٍ سامة. في المُجمل، أمضى رواد الفضاء الأمريكيون ألف يومٍ تقريبًا على متن مير، ما سمح لناسا بتعلم الكثير عن رحلات الفضاء طويلة الأمد، لا سيما في مجال التأثير النفسي على رواد الفضاء وأفضل السبل لجدولة التجارب الخاصة بالطاقم على متن المحطات الفضائية.

## البعثات

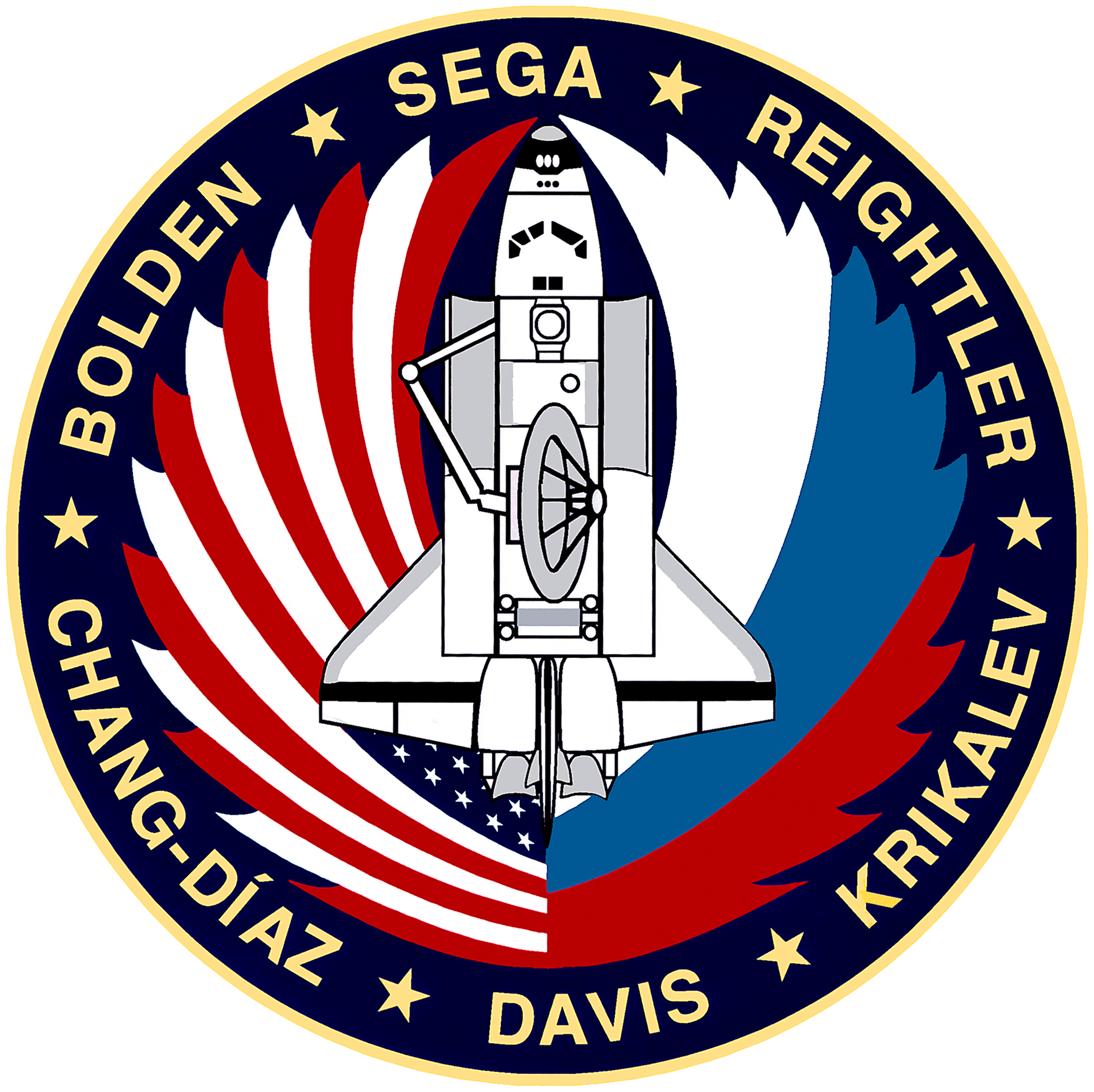
إس تي إس-60
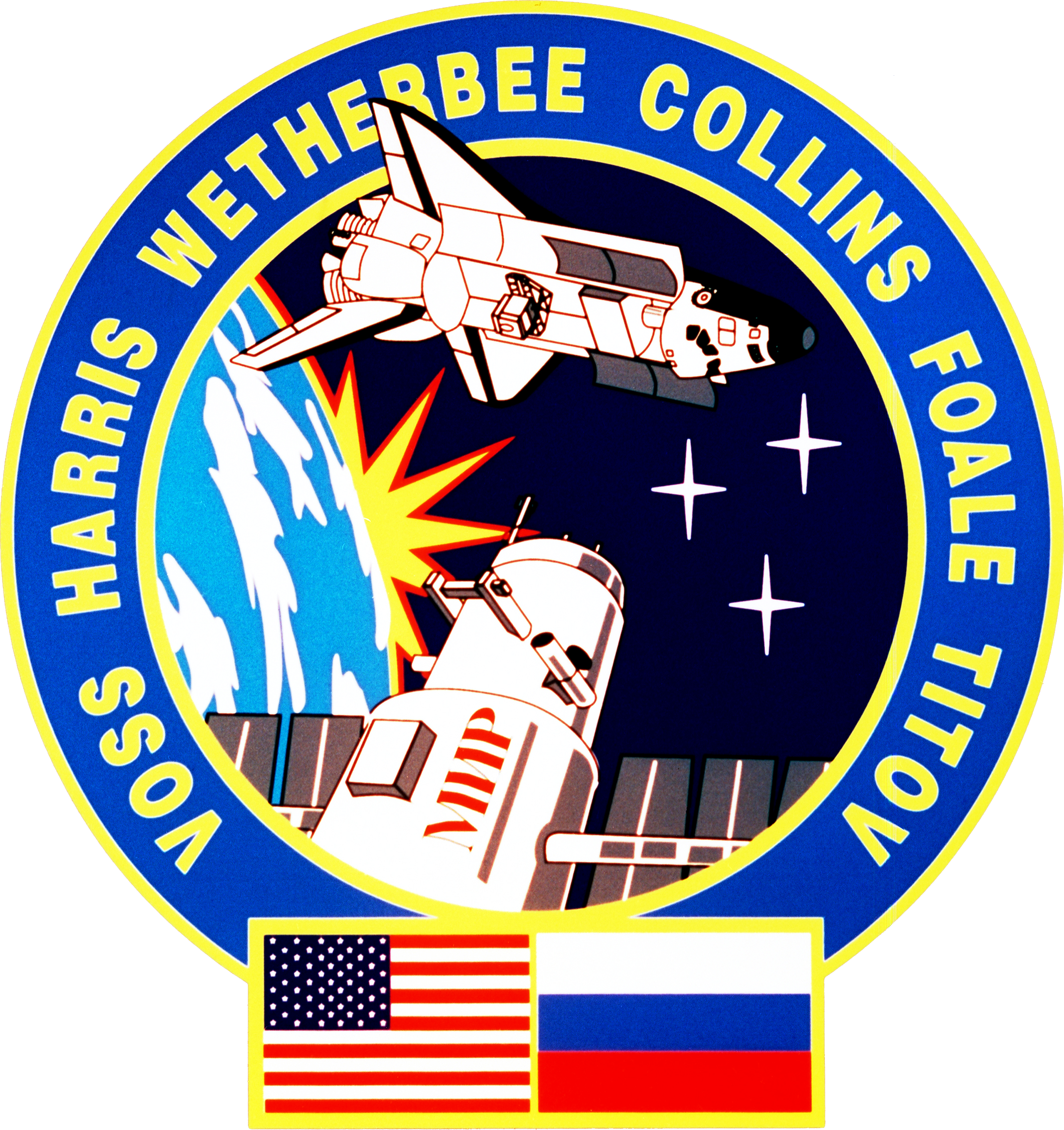
إس تي إس-63
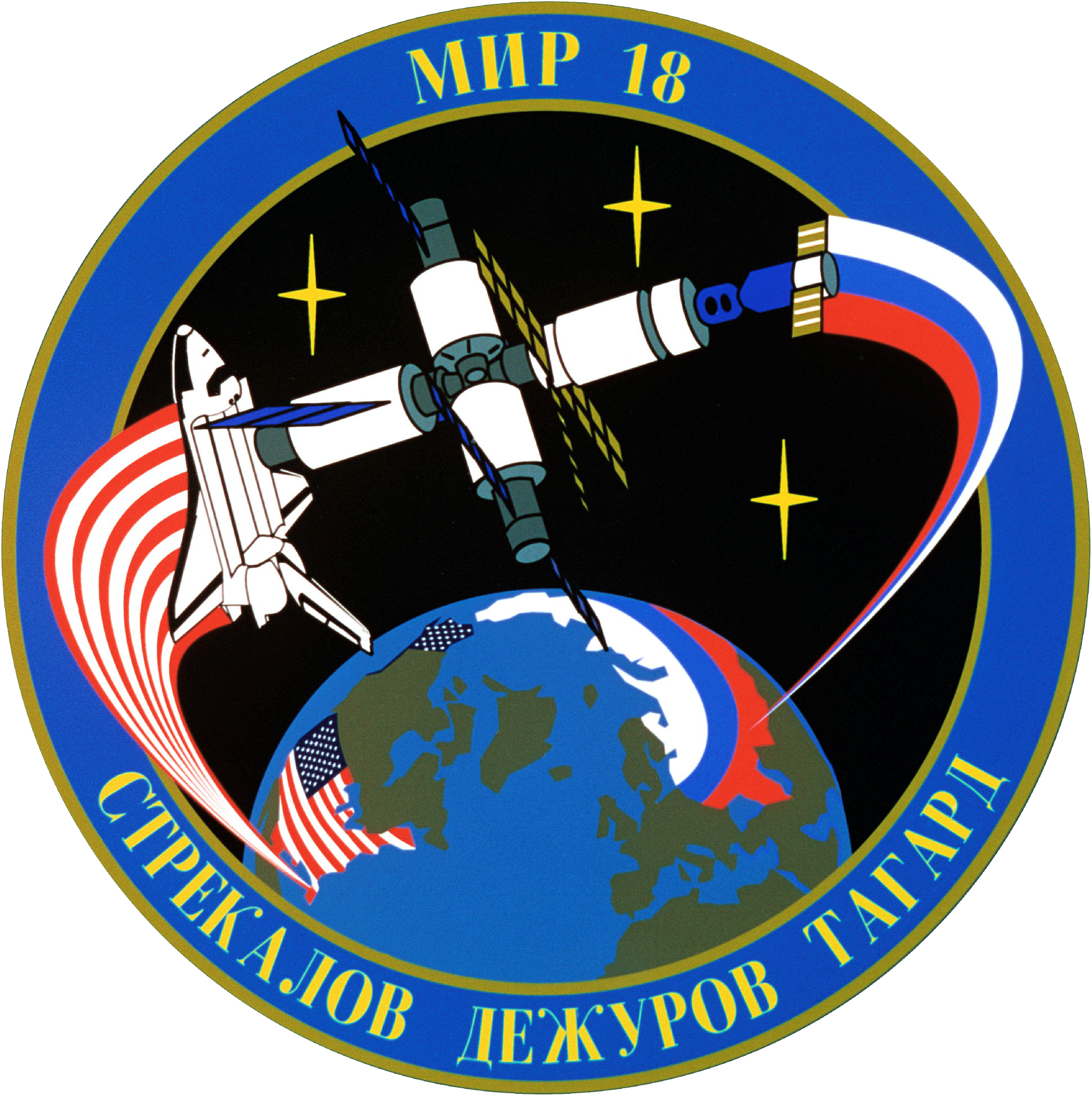
سيوز-تي ام21
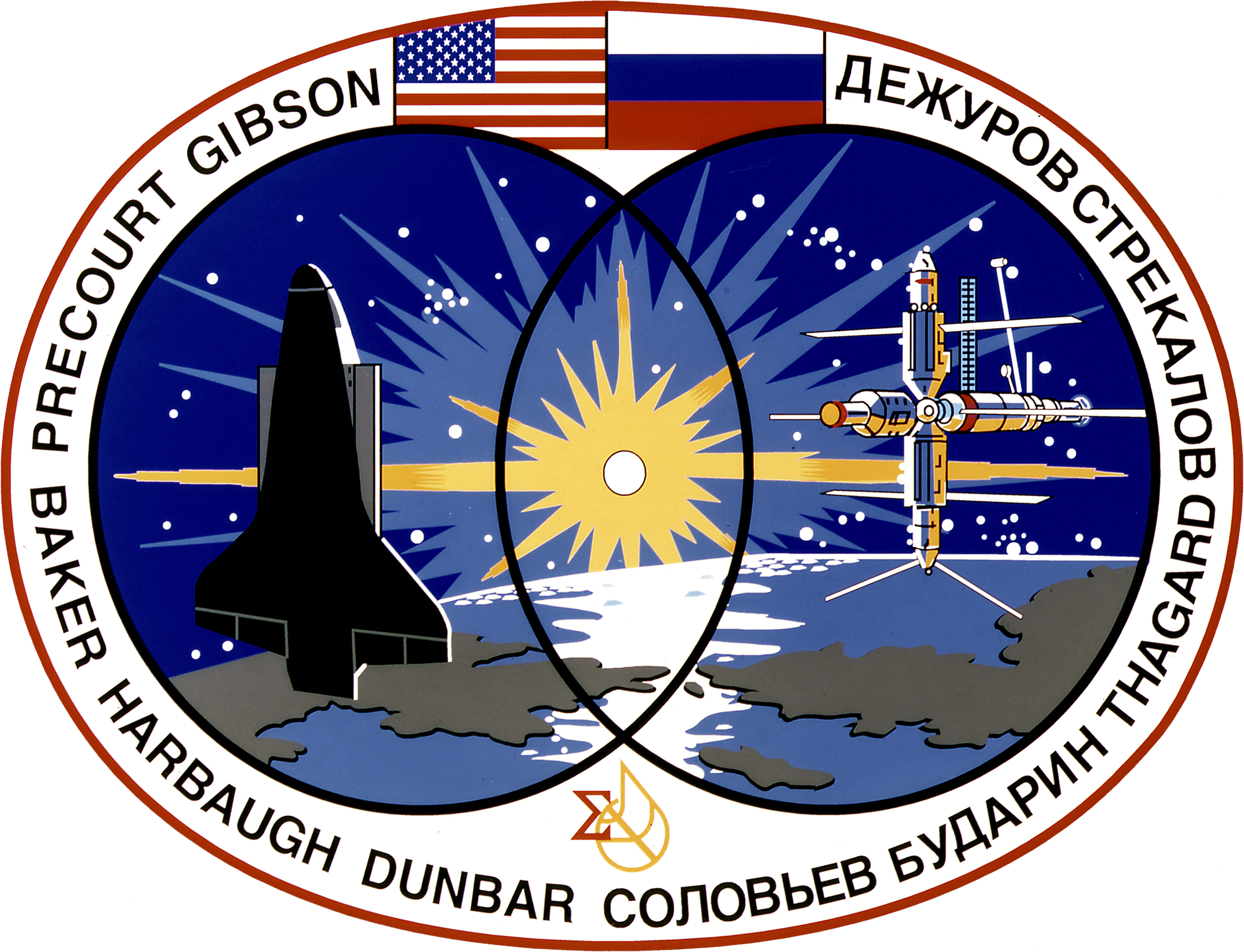
إس تي إس-71
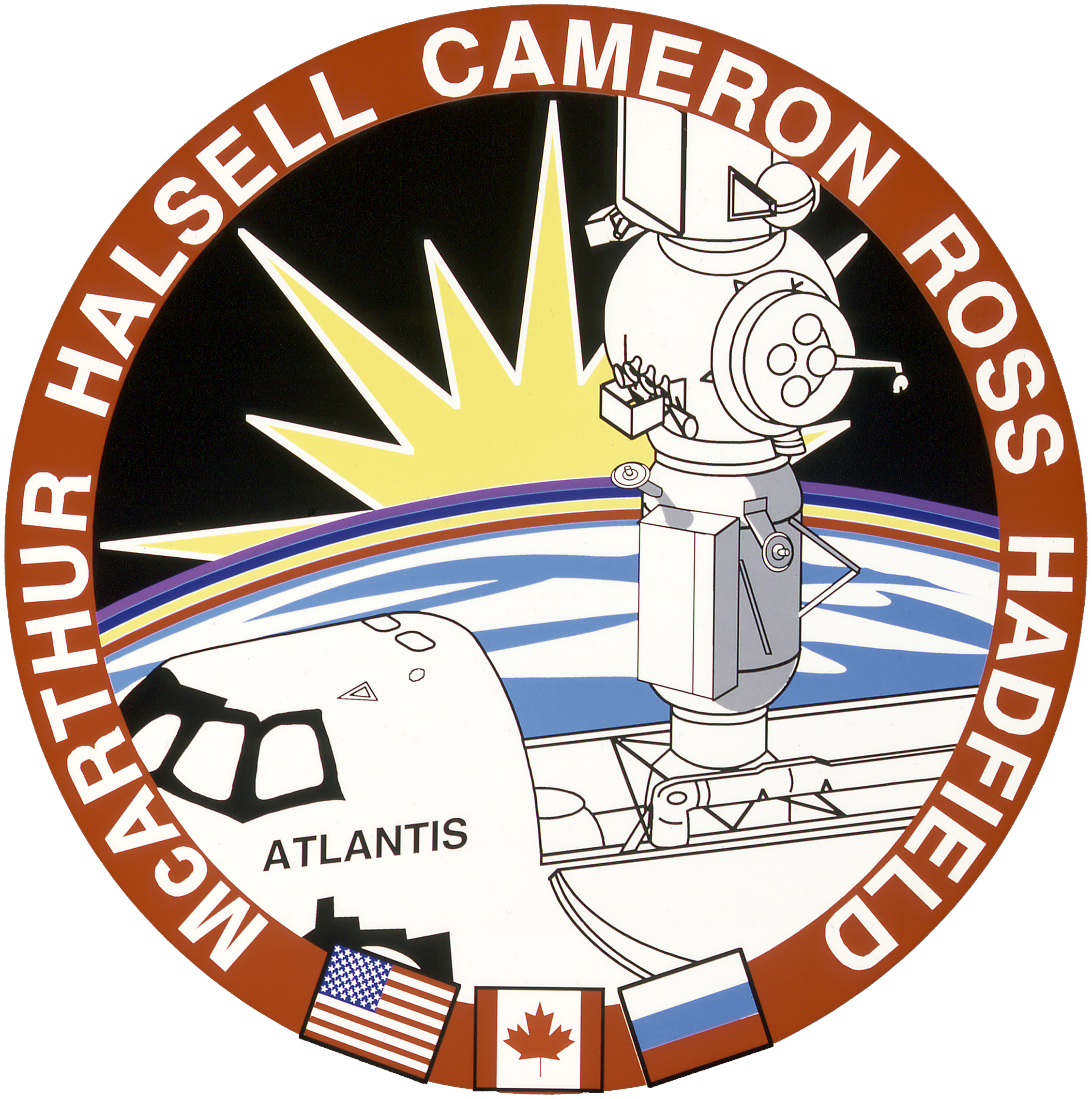
إس تي إس-74
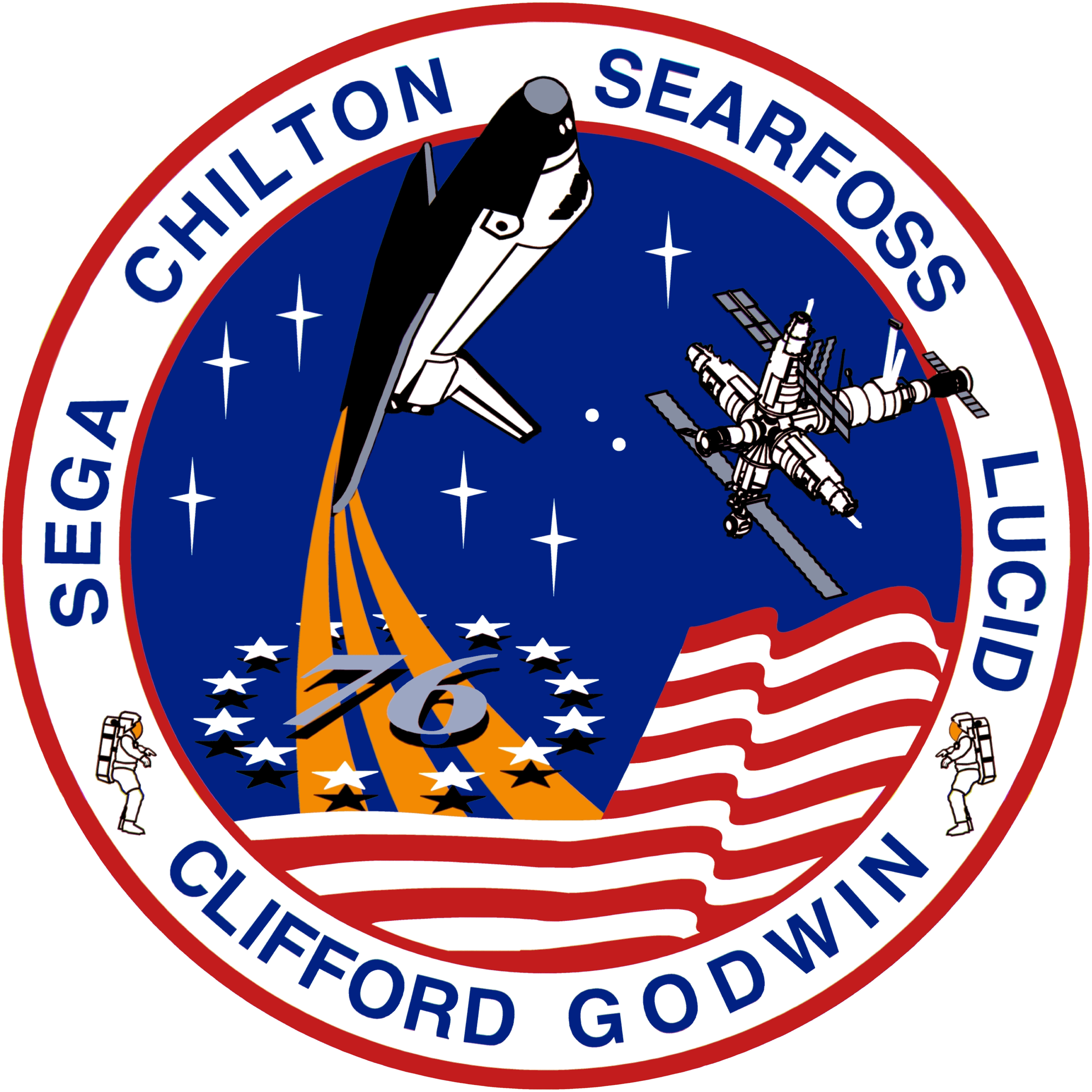
إس تي إس-76
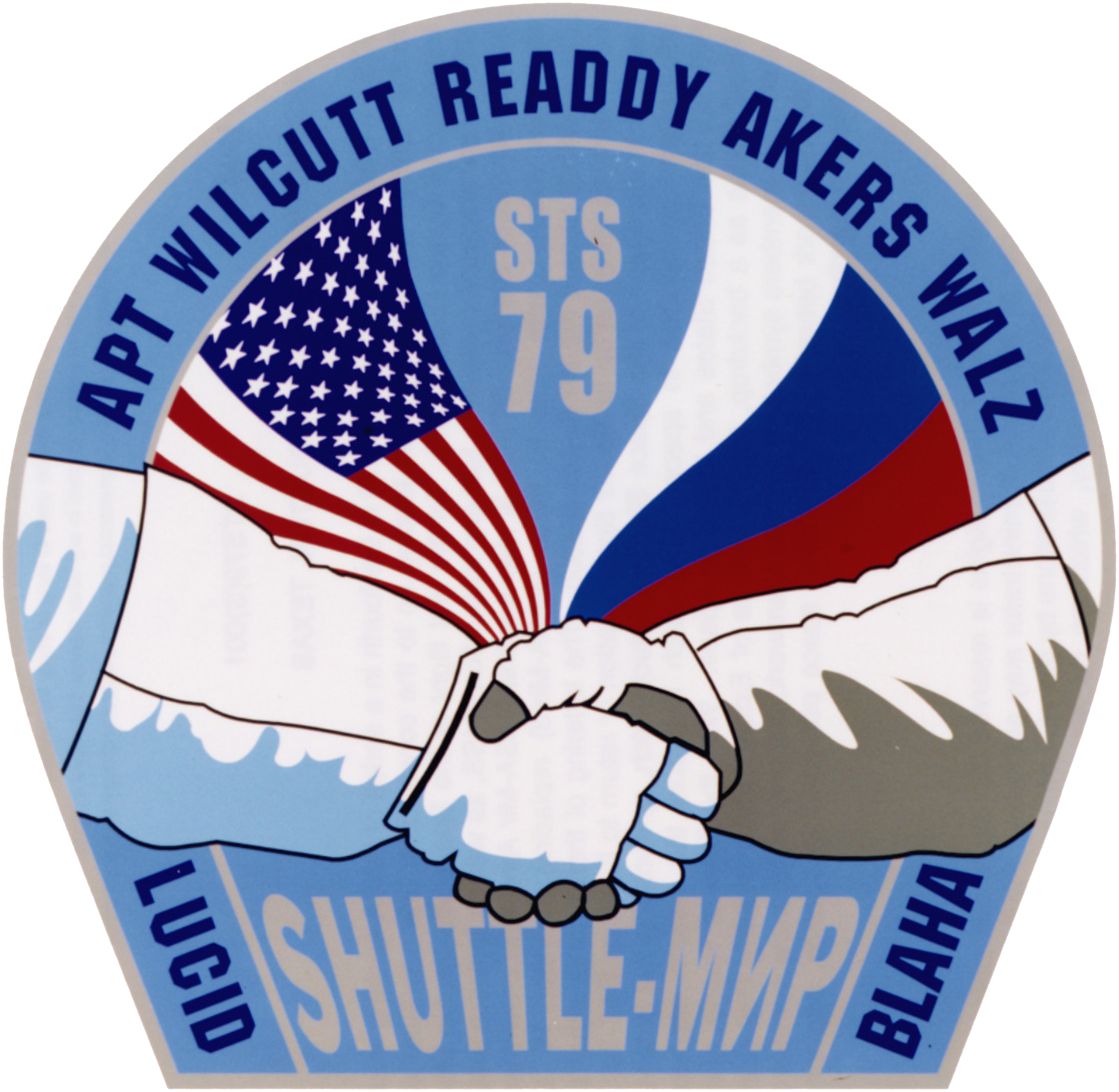
إس تي إس-79
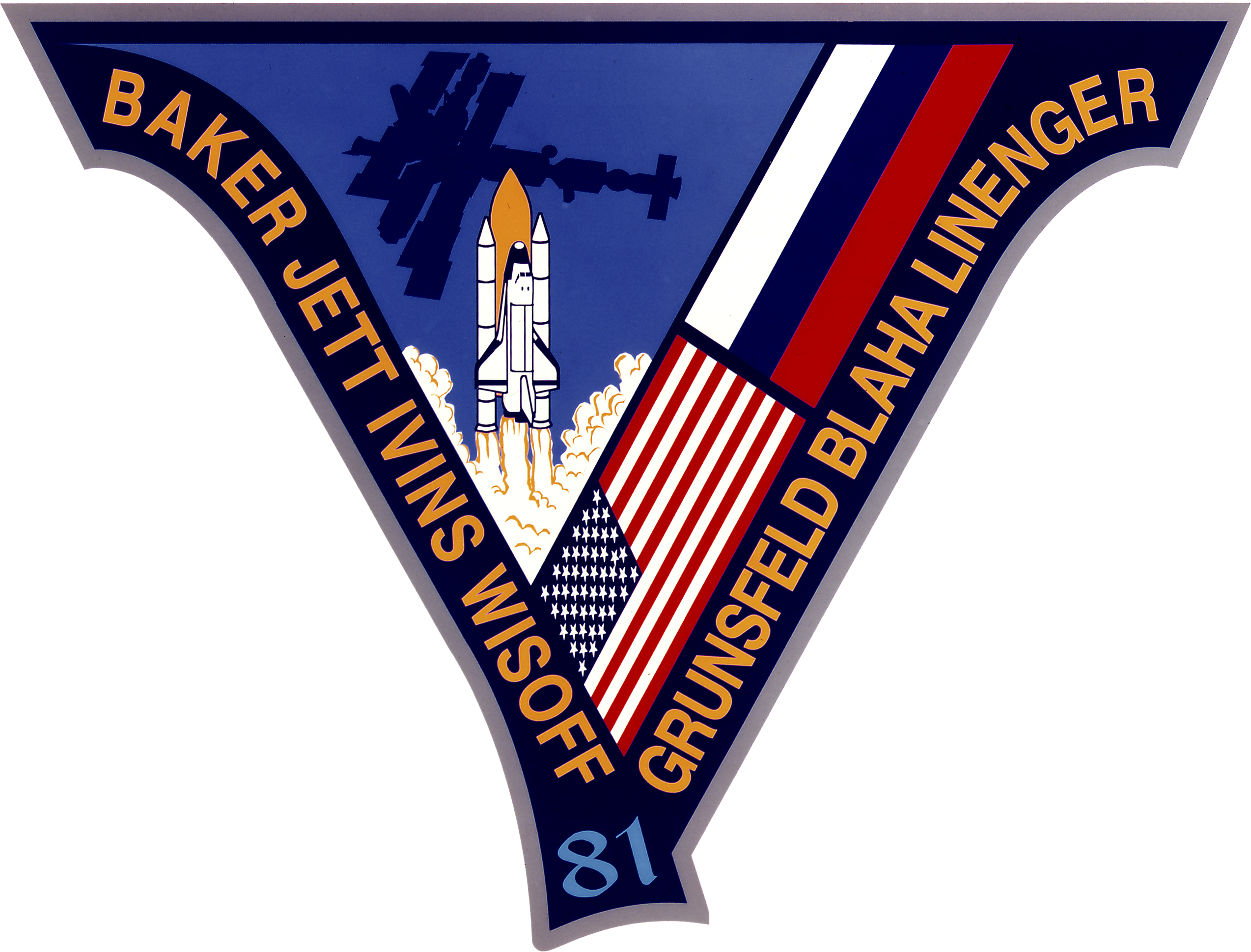
إس تي إس-81
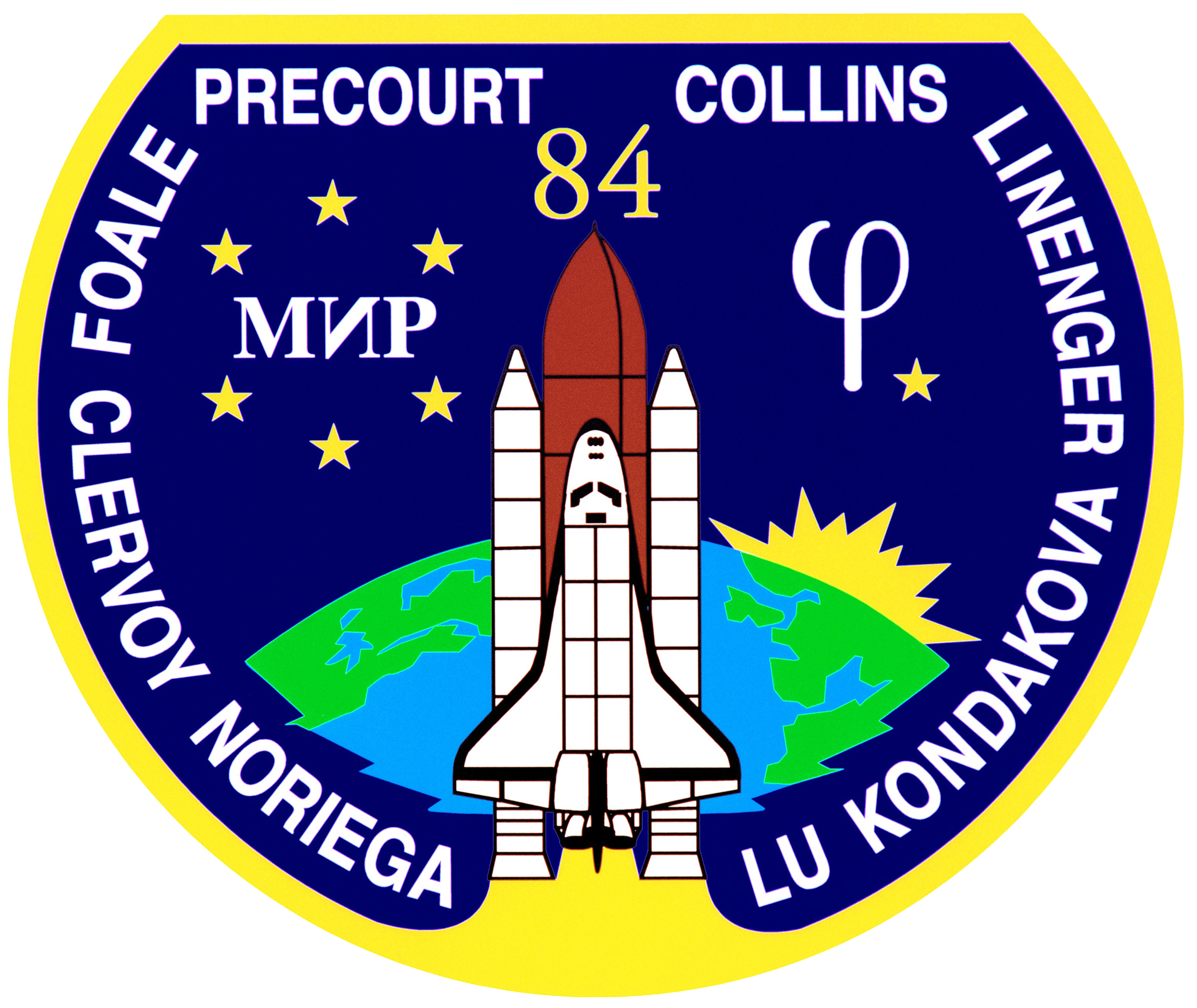
إس تي إس-84
إس تي إس-86
إس تي إس-89
إس تي إس-91